# KkStB 19.0
Der kkStB 19.0 war ein Verbrennungsmotor-Triebwagen der k.k. österreichischen Staatsbahnen kkStB für den Betrieb auf der Lokalbahn von Wessely (heute Veseli nad Luznici) nach Neuhaus (heute Jindřichův Hradec) in Böhmen.
Er war der erste österreichische Verbrennungsmotor-Triebwagen.
Das zweiachsige Fahrzeug war damaligen Straßenbahnfahrzeugen ähnlich.
Es wurde 1902 von Austro-Daimler in Wiener Neustadt (Motor) und von Ringhoffer in Prag-Smichov (waggonbaulicher Teil) geliefert und zunächst als Z 1 bezeichnet.
Zwischen 1904 und 1907 hieß es BCM 14000, ab 1907 schließlich 19.001.
Der Triebwagen dürfte sich wenig bewährt haben.
So soll das Anfahren sehr schleppend vor sich gegangen sein.
1912 wurde das Fahrzeug in einen gewöhnlichen Personenwagen der Type {\displaystyle C^{i}} umgebaut.